# Bo Diddley
Ellas Otha Bates McDaniel, znany jako Bo Diddley (ur. 30 grudnia 1928 w McComb, zm. 2 czerwca 2008 w Archer) – afroamerykański muzyk, śpiewak, skrzypek i gitarzysta związany z takimi gatunkami jak elektryczny blues, rock and roll i rhythm and blues.
Bo Diddley stworzył zaledwie kilka przebojów, jednakże jego wkład w rozwój rock and rolla jest bardzo duży. Jego brzmienie wywarło wpływ na wielu brytyjskich gitarzystów. To on zdefiniował rolę sekcji rytmicznej, jego autorstwa jest także większość schematów rytmicznych (wykorzystywanych później przez wielu gitarzystów), używanych w rocku do dziś; jednym z nich jest tzw. rytm Bo Diddleya. Używał produkowanych na zamówienie gitar o prostokątnym pudle rezonansowym, zwanych cigar box. Wywarł znaczący wpływ na twórczość Jimiego Hendriksa.
W 1987 r. został wprowadzony do Rock and Roll Hall of Fame. W 2004 został wprowadzony do Blues Hall of Fame.
W 2003 r. został sklasyfikowany na 37. miejscu listy 100 najlepszych gitarzystów wszech czasów magazynu Rolling Stone.

## Dyskografia
- Bo Diddley (1958)
- Go Bo Diddley (1959)
- Have Guitar-Will Travel (1960)
- Bo Diddley in the Spotlight (1960)
- Bo Diddley Is a Gunslinger (1960)
- Bo Diddley Is a Lover (1961)
- Bo Diddley's a Twister (1962)
- Bo Diddley (1962)
- Bo Diddley & Company (1962)
- Surfin' with Bo Diddley (1963)
- Bo Diddley's Beach Party (1963)
- Bo Diddley's 16 All-Time Greatest Hits (1964)
- Two Great Guitars (wraz z Chuckiem Berrym) (1964)
- Hey Good Lookin' (1965)
- 500% More Man (1965)
- The Originator (1966)
- Super Blues (wraz z Muddy Watersem i Little Walterem) (1967)
- Super Super Blues Band (wraz z Muddy Watersem i Howlin’ Wolfem) (1967)
- The Black Gladiator (1970)
- Another Dimension (1971)
- Where It All Began (1972)
- Got My Own Bag of Tricks (1972)
- The London Bo Diddley Sessions (1973)
- Big Bad Bo (1974)
- 20th Anniversary of Rock & Roll (1976)
- I'm A Man (1977)
- Ain’t It Good to Be Free (1983)
- Bo Diddley & Co - Live (1985)
- Hey...Bo Diddley in Conce rt (1986)
- Breakin' Through The BS (1989)
- Living Legend (1989)
- Rare & Well Done (1991)
- Live at The Ritz (wraz z Ronnie Woodem) (1992)
- This Should Not Be (1993)
- Promises (1994)
- A Man Amongst Men (1996)
- Moochas Gracias (wraz z Anną Moo) (2002)